# هیستوپلاسموزیس
هیستوپلاسموزیس یا بیماری غار، نوعی عفونت قارچی است که توسط قارچ هیستوپلاسما کپسولاتوم (Histoplasma capsulatum) ایجاد می‌شود.

## عامل بیماری
هیستوپلاسما کپسولاتوم یک قارچ دو ریخت است که به دو فرم مخمری و میسلیومی دیده می‌شود. این قارچ معمولاً در دمای ۳۷ درجهٔ سانتی‌گراد به صورت مخمری و در دمای زیر ۳۰ درجه به صورت میسلیومی رشد می‌کند. این قارچ برای اولین بار در سال ۱۹۰۶ توسط ساموئل تیلور دارلینگ شناسایی شد.
این قارچ در خاک‌های غنی از نیتروژن، به‌ویژه در مناطقی که با مدفوع پرندگان یا خفاش‌ها آلوده شده‌اند، رشد می‌کند.

## علائم بالینی
شایع‌ترین تظاهر بالینی هیستوپلاسموزیس، بیماری ریوی است که می‌تواند در افراد سالم خفیف و خودمحدودشونده باشد، اما در افراد دارای نقص ایمنی مانند مبتلایان به ایدز، عفونت منتشره و کشنده ایجاد می‌کند.
علائم بیماری شامل موارد زیر است:    
- فرم حاد ریوی: تب، سرفه، ضعف و علائم شبه‌آنفلوانزا  
- فرم مزمن ریوی: شباهت به سل ریوی، ایجاد ندول‌ها و فیبروز در ریه  - فرم منتشره (به‌ویژه در بیماران مبتلا به HIV/AIDS): درگیری چند ارگان، هپاتواسپلنومگالی، ترومبوسیتوپنی، و حتی شوک سپتیک  

## تشخیص
تشخیص قطعی با مشاهده مستقیم مخمرهای درون‌سلولی در نمونه‌های بالینی مانند خلط، لاواژ برونکوآلوئولار، یا نمونه‌های بافتی امکان‌پذیر است.
روش‌های تشخیصی شامل موارد زیر هستند:    
- رنگ‌آمیزی گیمسا یا PAS برای مشاهده مخمرها    
- کشت بر روی محیط‌های سابورود دکستروز آگار یا آگار بلاد
- آزمایشات سرولوژیک مانند سنجش آنتی‌ژن در ادرار و سرم  

## درمان
درمان بیماری بستگی به شدت آن دارد:  
- عفونت خفیف تا متوسط: ایتراکونازول به مدت ۶ تا ۱۲ هفته  
- عفونت شدید یا منتشره: آمفوتریسین بی داخل وریدی به مدت ۲ هفته، سپس ایتراکونازول خوراکی برای چند ماه

## اپیدمیولوژی
هیستوپلاسموزیس در مناطق مختلف جهان، به‌ویژه در دره رودخانه اوهایو و می‌سی‌سی‌پی در ایالات متحده، آمریکای جنوبی، آفریقا و جنوب شرقی آسیا شایع است.
عوامل خطر شامل موارد زیر هستند:    
- کار در غارها، محل‌های آلوده به مدفوع پرندگان و خفاش‌ها    
- فعالیت‌های ساخت‌وساز یا حفاری در مناطق آلوده    
- افراد دارای نقص ایمنی، به‌ویژه بیماران مبتلا به ایدز  

## پیشگیری
پیشگیری شامل موارد استفاده از ماسک‌های تنفسی در مناطق آلوده ،جلوگیری از تخریب لانه‌های پرندگان و محل زندگی خفاش‌ها ، کنترل بیماری در افراد دارای نقص ایمنی از طریق پیشگیری دارویی است.  